# Тель-Калях (район)
Тель-Калях (араб. منطقة تلكلخ) — район (мінтака) у Сирії, входить до складу провінції Хомс. Адміністративний центр — м. Тель-Калях.
Адміністративно поділяється на 4 нохії:
- Тель-Калях-Центр
- Хадіда
- Хаваш
- Ан-Насіра

| Сирія | Це незавершена стаття з географії Сирії. Ви можете допомогти проєкту, виправивши або дописавши її. |